# Bulgarije op het Eurovisiesongfestival 2013
Bulgarije nam deel aan het Eurovisiesongfestival 2013 in Malmö, in Zweden. Het was de negende deelname van het land op het Eurovisiesongfestival. Het duo Elitsa Todorova & Stojan Jankoelov wist in Zweden met het lied Samo shampioni de finale niet te bereiken.

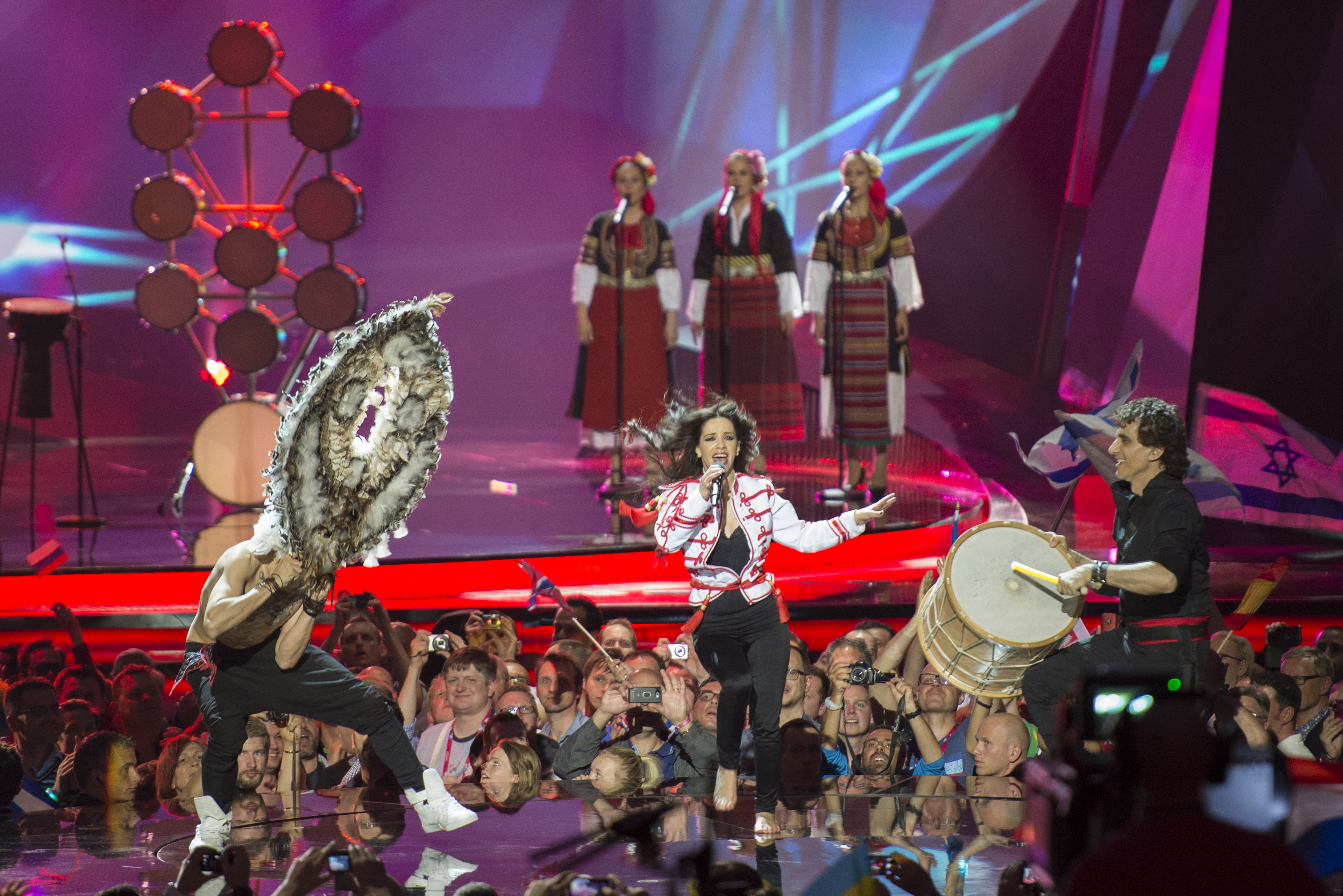
Elitsa Todorova and Stoyan Yankulov konden tijdens hun tweede deelname niet doorstoten naar de finale.

## Selectieprocedure
Op 10 juni 2012 bevestigde de Bulgaarse nationale omroep te zullen deelnemen aan het Eurovisiesongfestival 2013. Het bleef lange tijd stil rond de Bulgaarse selectieprocedure, maar op 10 februari 2013 maakte BNT plots bekend dat Elitsa Todorova & Stojan Jankoelov Bulgarije zouden vertegenwoordigen op het Eurovisiesongfestival 2013. Het duo is geen onbekende voor het festival, aangezien ze in 2007 al eens vijfde eindigden. Het was tot 2013 nog steeds de beste Bulgaarse prestatie ooit op het Eurovisiesongfestival, en zelfs de enige keer dat het land zich kon plaatsen voor de finale.
Het duo kreeg de opdracht vijf nummers te selecteren. Een vakjury zou er uiteindelijk drie weerhouden voor de nationale finale. Op 17 februari werden de drie nummers gepresenteerd tijdens een show op de openbare omroep, waarna ze geregeld te horen zouden zijn, zodat het Bulgaarse publiek een keuze kon maken. Op 3 maart volgde er dan een nationale finale, waarin zowel vakjury als publiek mochten bepalen met welk nummer Elitsa Todorova & Stojan Jankoelov naar Malmö zouden trekken. Uiteindelijk behaalden zowel Kismet als Samo shampioni tien punten, maar Kismet werd als winnaar uitgeroepen, aangezien het de favoriet was van de televoters.
Todorova en Jankoelov lieten nochtans voor aanvang van de nationale finale reeds weten met Samo shampioni naar Malmö te willen trekken, en dat ze eigenlijk geen zin hadden in een nationale finale. Een week na afloop van de nationale finale liet BNT weten geen akkoord te hebben bereikt met een van de auteurs van Kismet, waardoor het gediskwalificeerd werd. Hierdoor kan het duo alsnog met Samo shampioni naar het Eurovisiesongfestival trekken.

## Nationale finale
3 maart 2013
| Plaats | Lied              | Jury | Publiek | Totaal |
| ------ | ----------------- | ---- | ------- | ------ |
| 1      | Kismet            | 3    | 7       | 10     |
| 2      | Samo shampioni    | 7    | 3       | 10     |
| 3      | Dzupai, libe boso | 1    | 1       | 2      |

## In Malmö
Bulgarije trad aan in de tweede halve finale op 16 mei 2013. Ze waren als zevende aan de beurt en eindigden op de 12de plaats, waardoor het land de finale niet haalde.
2005 · 2006 · 2007 · 2008 · 2009 · 2010 · 2011 · 2012 · 2013 · 2014-2015 · 2016 · 2017 · 2018 · 2019-2020 · 2021 · 2022 · 2023-2025
Albanië · Armenië · Azerbeidzjan · België · Bulgarije ·  Cyprus · Denemarken · Duitsland · Estland · Finland · Frankrijk · Georgië · Griekenland · Hongarije · Ierland · IJsland · Israël · Italië ·  Kroatië · Letland · Litouwen · Macedonië · Malta · Moldavië · Montenegro · Nederland · Noorwegen · Oekraïne · Oostenrijk · Roemenië · Rusland · San Marino · Servië · Slovenië · Spanje · Verenigd Koninkrijk · Wit-Rusland · Zweden · Zwitserland